# Авенал (Калифорнија)
Авенал (енгл. Avenal) град је у америчкој савезној држави Калифорнија. По попису становништва из 2010. у њему је живело 15.505 становника.

## Демографија
Према попису становништва из 2010. у граду је живело 15.505 становника, што је 831 (5,7%) становника више него 2000. године.
| Група             | 2000.         | 2010.          |
| Белци             | 2.923 (19,9%) | 2.387 (15,4%)  |
| Афроамериканци    | 1.850 (12,6%) | 1.625 (10,5%)  |
| Азијати           | 57 (0,4%)     | 108 (0,7%)     |
| Хиспаноамериканци | 9.667 (65,9%) | 11.130 (71,8%) |
| Укупно            | 14.674        | 15.505         |